# Vůbec nic společného
Vůbec nic společného (v anglickém originále Nothing in Common) je americká filmová komedie z roku 1986. Režisérem filmu je Garry Marshall. Hlavní role ve filmu ztvárnili Tom Hanks, Jackie Gleason, Eva Marie Saint, HHéctor Elizondo a Barry Corbin.

## Děj
David Basner je úspěšný mladý kreativní ředitel v reklamní agentuře v Chicagu. Vede bezstarostný život plný peněz a žen, ale jeho svět se náhle změní, když mu otec Max zavolá s oznámením, že ho matka Lorraine opustila po 34 letech manželství. David se nyní musí starat o své stárnoucí rodiče. Jeho otec Max, který celý život pracoval jako obchodník v oděvním průmyslu, je krátce nato propuštěn ze zaměstnání. David zjišťuje, že jeho matka potřebuje pomoc s přestěhováním do nového bytu, zatímco otec vyžaduje odvoz k lékaři. Lorraine Davidovi prozradí, že Max ji během manželství ponižoval a byl jí nevěrný. Mezitím David v práci pracuje na důležité reklamní kampani pro leteckou společnost Colonial Airlines, kterou vlastní bohatý Andrew Woolridge. Úspěch této kampaně by Davidovi mohl zajistit partnerství v jeho agentuře. Během práce na projektu se David zaplete do krátkodobého vztahu s Woolridgeovou dcerou Cheryl Ann Wayne.
David se snaží balancovat mezi péčí o rodiče a svou kariérou. Vezme otce na jazzový koncert, kde zjistí, že Max trpí vážnou cukrovkou a nedodržuje dietu. V důsledku toho Max musí podstoupit operaci, při níž přijde o prsty na nohou a část chodidla. Když Woolridge trvá na tom, aby David jel do New Yorku propagovat novou kampaň, což by mu zabránilo být s otcem během operace, David odmítne a ztratí tak zakázku. Jeho šéf Charlie je však chápavý a slíbí, že se za něj u Woolridge přimluví. Během této náročné doby se David znovu sbližuje se svou bývalou přítelkyní Donnou, která mu poskytuje emocionální podporu. David si uvědomuje, že v životě jsou důležitější věci než úspěch v práci.
Po Maxově propuštění z nemocnice se vztah mezi otcem a synem zlepšuje. Max Davidovi řekne, že byl poslední osobou, od které by očekával pomoc. David bere otce s sebou do práce, když natáčí reklamy, čímž symbolicky spojuje svůj profesní a osobní život. Tento náročný životní zvrat nutí Davida dospět a přehodnotit své priority. Zjišťuje, že opravdové vztahy a péče o rodinu jsou důležitější než jeho dřívější povrchní život zaměřený pouze na kariéru a zábavu. Film končí s náznakem, že David našel novou rovnováhu mezi svým profesním a osobním životem, přičemž se naučil být oporou pro své rodiče a možná obnovil romantický vztah s Donnou.

## Obsazení
| Tom Hanks       | David Basner         |
| Jackie Gleason  | Max Basner           |
| Eva Marie Saint | Lorraine Basner      |
| Héctor Elizondo | Charlie Gargas       |
| Barry Corbin    | Andrew Woolridge     |
| Bess Armstrong  | Donna Mildred Martin |
| Sela Ward       | Cheryl Ann Wayne     |
| John Kapelos    | Roger                |